# Podmoklany
Podmoklany es una localidad ubicada en el distrito de Havlíčkův Brod, en la región de Vysočina, República Checa. Tiene una población estimada, a principios del año 2021, de 141 habitantes.
Está ubicada al norte de la región, cerca de la orilla del río Sázava —un afluente derecho del río Moldava— y de las regiones de Bohemia Central y Pardubice